# SN 2007in
SN 2007in – supernowa typu Ia odkryta 9 września 2007 roku w galaktyce A010813+1844. W momencie odkrycia miała maksymalną jasność 19,40m.